# Des Moines (Washington)

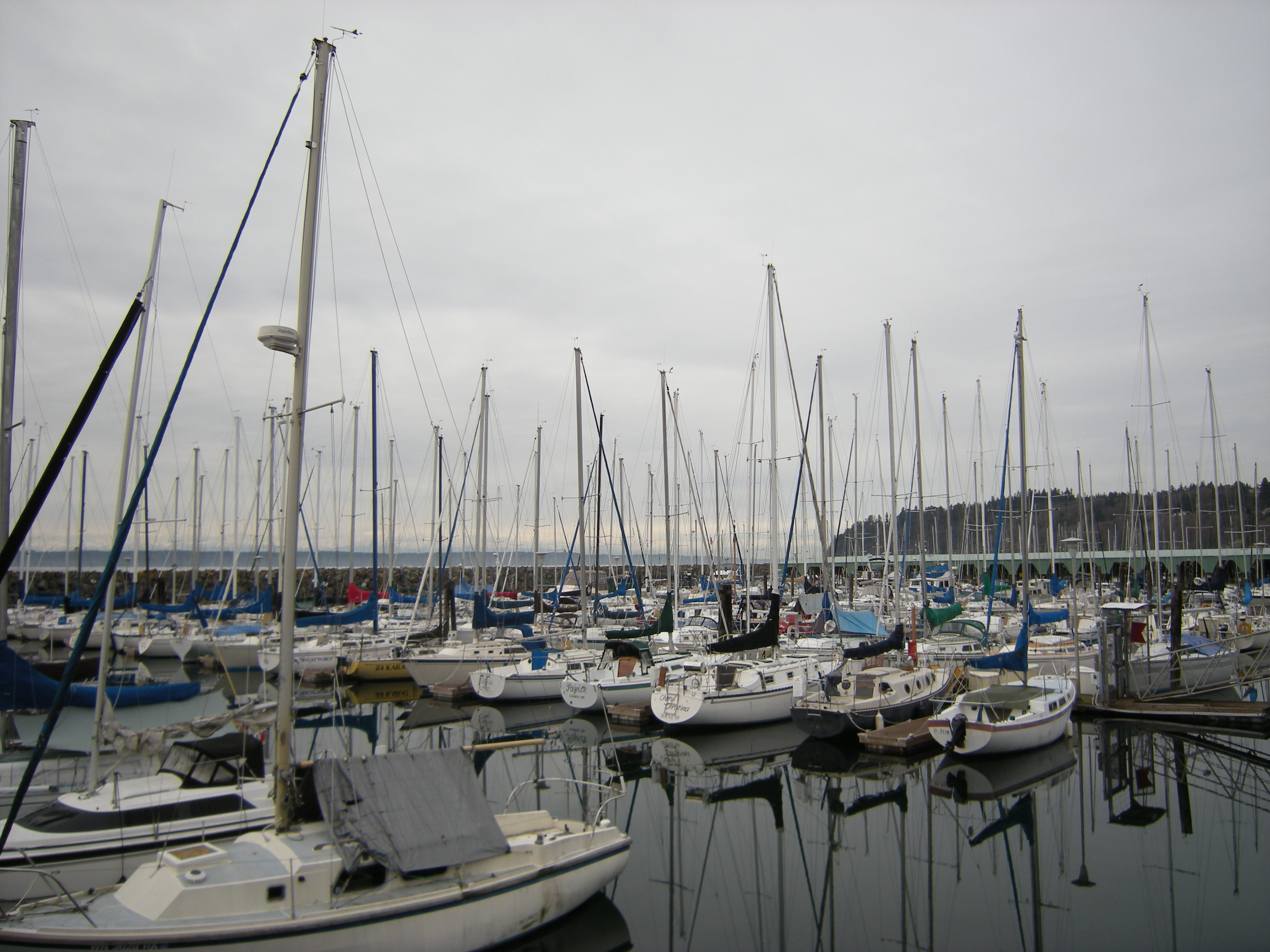
Městské přístaviště.

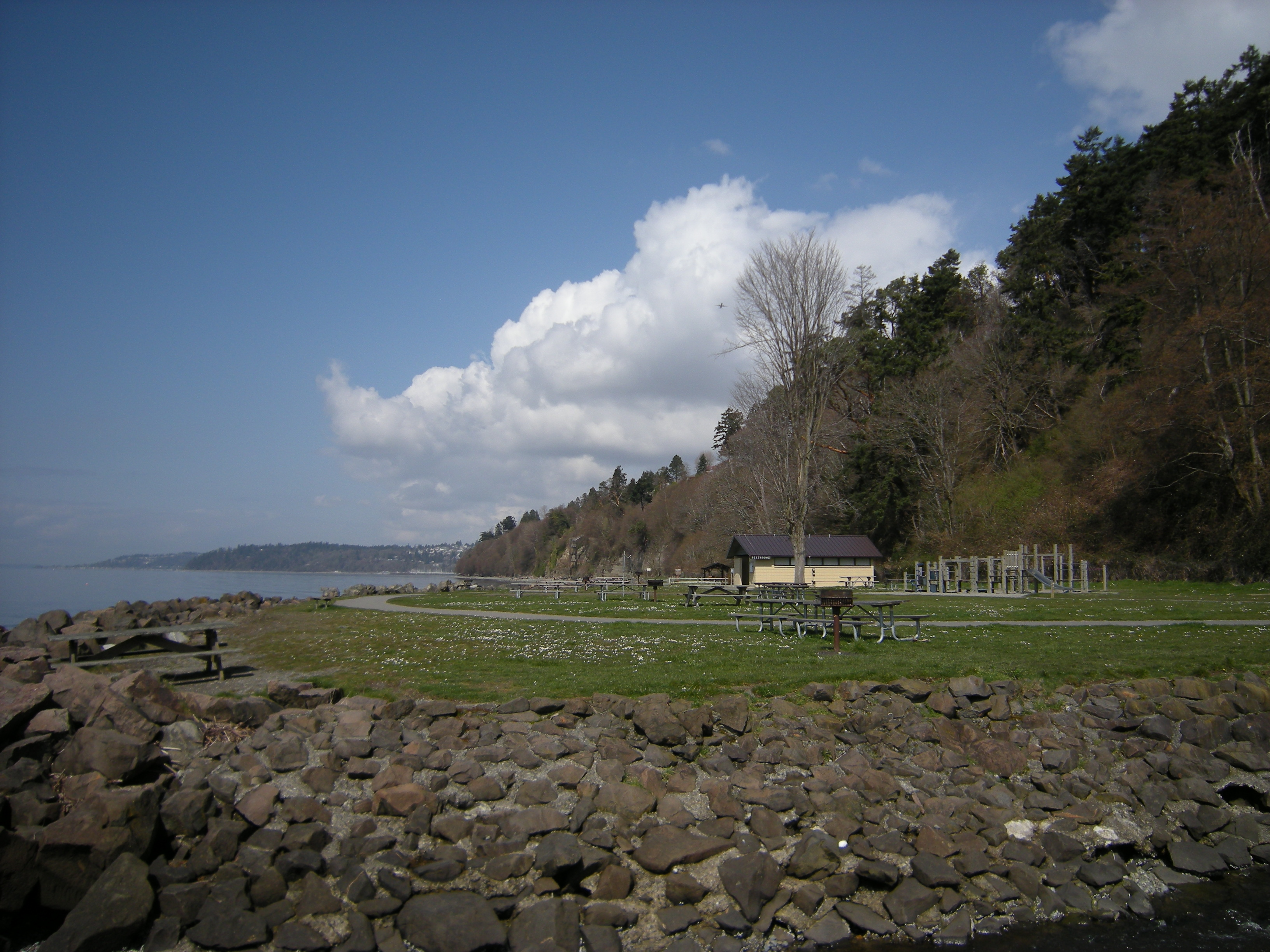
Státní park Saltwater.

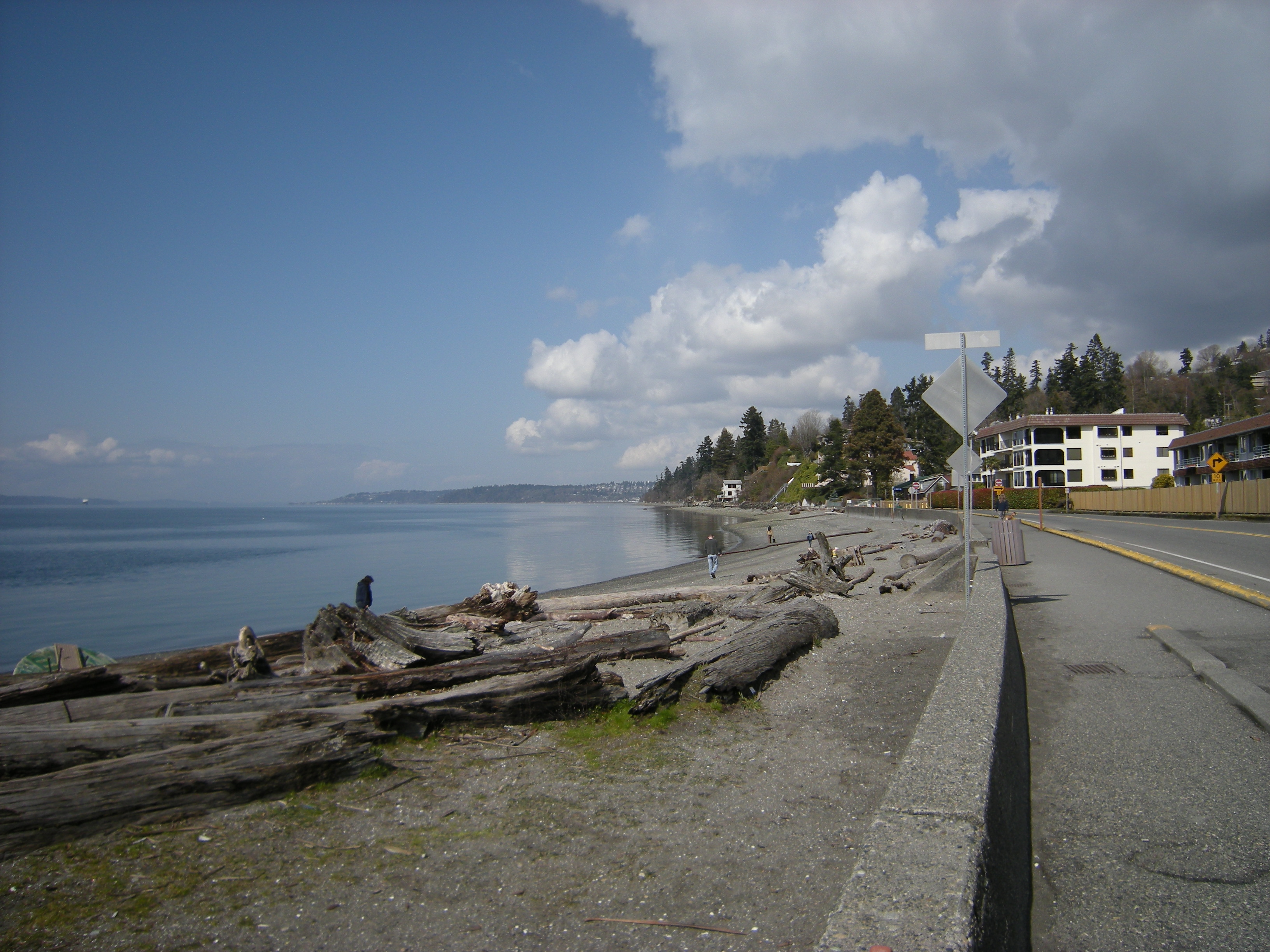
Pláž ve čtvrti Redondo.

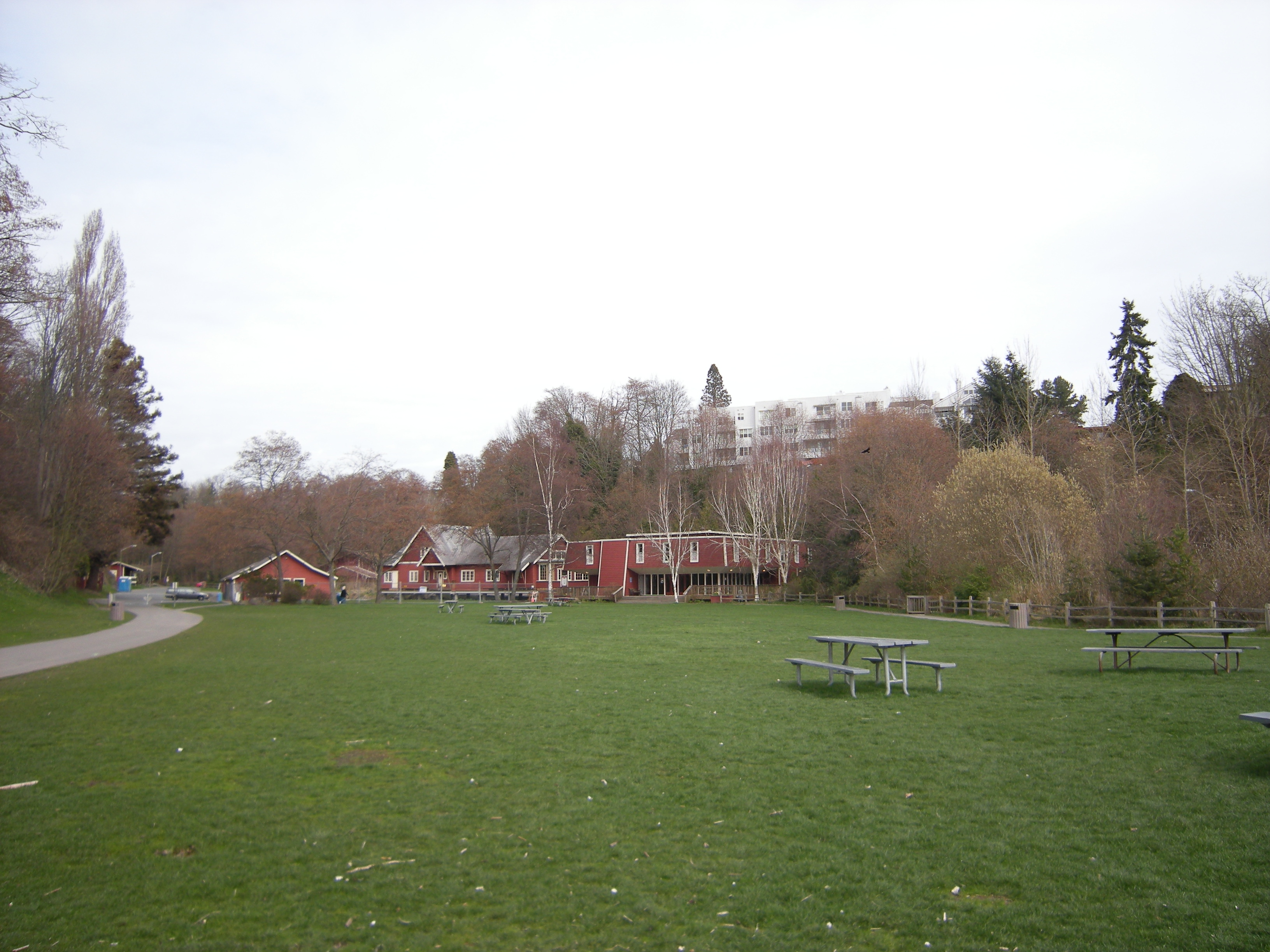
Des Moines Beach Park.

Des Moines je město v okrese King v americkém státě Washington. V roce 2010 zde žilo 29 673 obyvatel. Soukromé pozemky ve městě bývají poslední dobou podrobeny skupování kvůli hluku, který dělají přistávající a vzlétávající letadla na 3 kilometry vzdáleném letišti Seattle-Tacoma International Airport.
Des Moines se nachází na východním břehu Pugetova zálivu, přibližně na půli cesty mezi velkými městy Seattle a Tacoma. Na jihu hraničí s Federal Way, na východě s Kentem, na severovýchodě se SeaTacem, na severu s Burienem a na severozápadě s Normandy Parkem. Jedná se o jedno z mála míst na pobřeží, kde topografie umožňuje přístup k vodě, takže město provozuje přístaviště s kotvištěm, lodní rampou a rybářským molem. Zalesněný státní park Saltwater mezi čtvrtěmi Zenith a Woodmont je nejnavštěvovanějším státním parkem na pobřeží zálivu. Nedaleko hranic s Federal Way se nachází čtvrť Redondo Beach, která obsahuje dřevěný chodník s restaurací a placeným parkovištěm.

## Historie
Neexistují žádné důkazy o permanentním indiánském osídlení území, kde nyní leží město. Každopádně je známo, že Duwamišové a Muckleshootové sem chodili rybařit a sbírat škeble.
Území poprvé z Evropanů spatřila v květnu 1792 expedice George Vancouvera na lodi HMS Discovery. První Američané sem připluli při Wilkesově expedici.
Prvním známým osadníkem na území města byl John Moore, který přišel okolo roku 1867. Svůj certifikát na získání půdy však získal až v červenci 1872.
V roce 1887 přesvědčil F. A. Blasher několik svých přátel v Des Moines, v Iowě, aby podpořili rozvoj pobřežního městečka na Pugetově zálivu. Území bylo zmapováno a rozděleno na pozemky, které byly prodány společnosti Des Moines Improvement Company, kterou založili Blasher, Orin Watts Barlow, Charles M. Johnson a John W. Kleeb. Zaměstnanost městu poskytly pilařské závody.
Dříve byla doprava do města možná pouze po vodě. Komáří flotila trajektů poskytovala spojení do Seattlu, Tacomy a na Vashonův ostrov. První cesta po souši, Cihlová dálnice, byla postavena roku 1916 a ve stejný rok vyplul na Vashonův ostrov první automobilový trajekt, který zůstal v provozu až do roku 1921. Do druhé světové války pohánělo zdejší ekonomiku zemědělství.
Po válce se město začínalo měnit v předměstí Seattlu. Také začala stoupat populace města, až okresní vláda nebyla schopná zajistit potřebnou úroveň veřejných služeb a kontroly. To vyústilo v začlenění města v červnu 1959.
V roce 1970 bylo otevřeno nejviditelnější vybavení města, přístaviště s místem pro 838 plavidel. V roce 1980 k němu bylo na severu přistavěno 200 metrů dlouhé rybářské molo z betonu a hliníku.

## Geografie
Město má rozlohu 16,4 km², z čehož vše je souš.
Většina města se nachází na kopci, který proudí z nadmořské výšky 121 metrů až k pobřeží zálivu. Vrchol kopce se nachází na východní hranici města, kterou tvoří Pacifická dálnice. Mnoho obyvatel si tak může ze svých domů užívat pohledů na Pugetův záliv a Vashonův ostrov. Do širokého svahu kopce se hluboce vyřezávají koryta potoků Des Moines Creek a Massey Creek.

## Demografie
V roce 2010 zde žilo 29 673 obyvatel, ze kterých tvořili 64 % běloši, 11 % Asiaté a 9 % Afroameričané. 15 % obyvatelstva bylo hispánského původu.

## Vzdělání

### Základní a střední školy
Většina města se nachází ve školním obvodu Highline Public Schools, ale čtvrti Woodmont a Redondo se nachází ve školním obvodu Federal Way.
Střední školy ve městě jsou Aviation High School a Mount Rainier High School.

### Vysoké školy
Ve městě se nachází městská vysoká škola Highline Community College.

## Parky
Ve městě se nachází státní park Saltwater a na pláži se nachází městský Des Moines Beach Park.